# Bel Air (contea di Allegany, Maryland)
Bel Air è un census-designated place (CDP) degli Stati Uniti d'America, situato nello stato del Maryland, nella contea di Allegany.